# Luigi Ferrari (Bildhauer)
Luigi Ferrari (* 21. Juni 1810 in Venedig; † 12. Mai 1894 ebenda) war ein italienischer Bildhauer.

## Leben
Luigi Ferrari bildete sich unter der Leitung seines Vaters, Bartolomeo Ferrari, zum Bildhauer aus.
1840 schuf er die Figur mit der Urne an dem Grabmal Antonio Canovas (in Santa Maria dei Frari zu Venedig) und führte in den folgenden Jahren eine Reihe von Arbeiten verschiedenen Inhalts aus, die seinen Ruf begründeten und 1851 seine Ernennung zum Professor an der Akademie der schönen Künste in Venedig veranlassten. Dort war u. v. a. auch der österreichische Bildhauer Emanuel Pendl sein Schüler.

## Werke

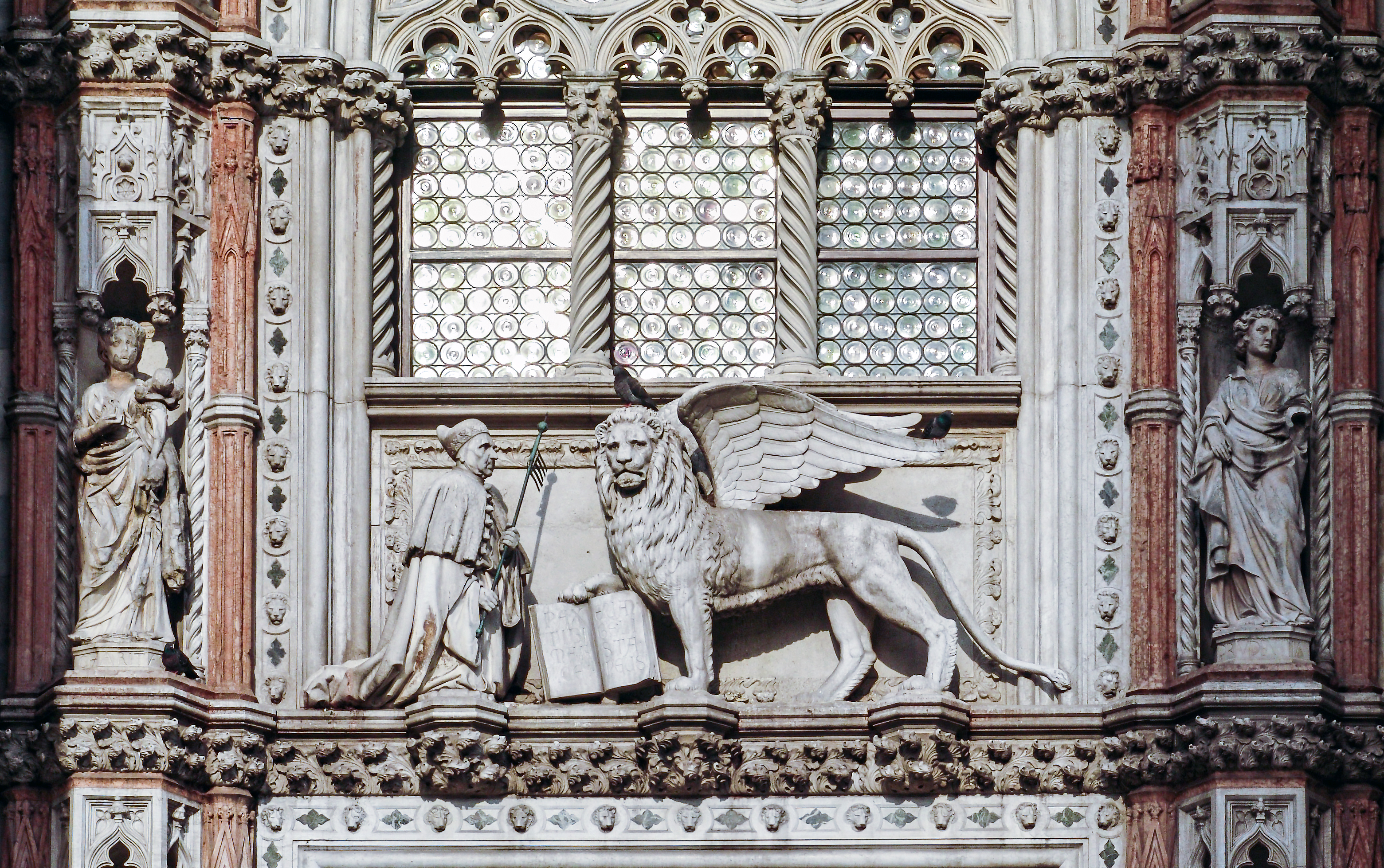
Statue des Dogen Francesco Foscari in den Dogenpalast.

- Gruppe des Laokoon – andere Darstellung des antiken Vorbildes
- Endymion: Hirte mit Hund 
(von „Laokoon“ und „Endymion“ schuf er auf Wunsch später Kopien für das Tosische Museum in Brescia)
- Madonna della Concepzione, hergestellt für die Hauskapelle des Grafen Villadarzere
- Lotus pflückende Nymphe
- sitzende Marmorgestalt Melancholie
- Marmorstatue des Marco Polo für die Stadt Venedig
- David als Besieger Goliaths, Palazzo Barozzi Emo in Venedig
- am Grabe seines Vaters betendes Mädchen
- Vögel fütternde Unschuld
- marmornes Denkmal für den Erzherzog Friedrich von Österreich in der Johanniterkirche in Venedig (um 1850)
- Statue des Heiligen Justus in der Kathedrale von Triest (1870)